# Pogonopygia pavida
Pogonopygia pavida là một loài bướm đêm trong họ Geometridae.

## Hình ảnh

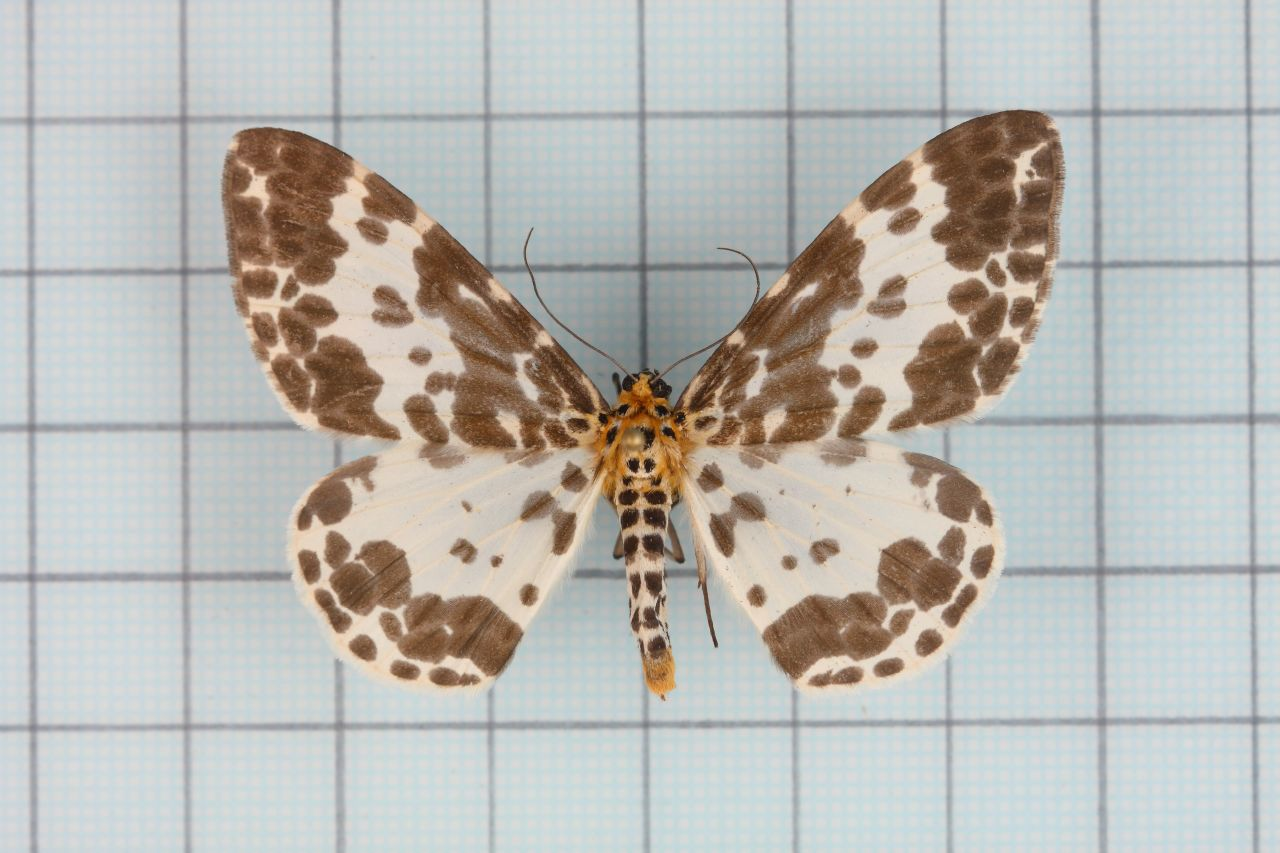